# Тихий Уголок (Орловская область)
Тихий Уголок — посёлок в Ливенском районе Орловской области России.
Входит в состав Козьминского сельского поселения.

## География
Расположен вдоль ручья Хмелевой северо-восточнее села Грязцы и северо-западнее деревни Хмелевая, с которыми связан автомобильной дорогой, выходящей на автомагистраль Р-119.

## Население
| 2010 |
| ---- |
| 0    |